# Kutonen
Kutonen (svenska: Sexan) är en finländsk TV-kanal som i september 2012 ersatte The Voice TV. Kanalen delar mycket innehåll och grafisk profil med 6'eren i Danmark. På kanalen sänds mycket bil- och fixarprogram som Top Gear. Ibland sänds även Euro Hockey Tour och Snooker-tävlingar. Kanalen kallas ibland i Finland för kutska.